# Cosmariomyia albarista
Cosmariomyia albarista är en tvåvingeart som beskrevs av James 1980. Cosmariomyia albarista ingår i släktet Cosmariomyia och familjen vapenflugor.
Artens utbredningsområde är El Salvador. Inga underarter finns listade i Catalogue of Life.